# Ронсе
Ронсе (на нидерландски: Ronse) е град в Северна Белгия, окръг Ауденарде на провинция Източна Фландрия. Населението му е около 24 200 души (2006).